# Събчо Събев
Събчо Атанасов Събев е български оперен певец – баритон, един от първите и най-ярки български представители на италианската белкантова школа.

## Биография
Роден е във Венеция в семейството на италианка и българин, по професия лекар. Майка му Емилия д-р Събева, потомка на прочутия венециански живописец Джакомо Фаврето, е авторка на скулптурните фигури, украсявали сградата на аптека „Марица“ в Пловдив. От дете Събчо проявява интерес към музиката, свири на пиано, тромбон и цигулка. Получава средното си образование в София.
Оперния си дебют Събев прави на сцената на Софийската народна опера на 2 март 1924 година, в ролята на Марсел от „Бохеми“ от Пучини. До 1928 година, когато заминава за Рим, за да учи пеене в римската консерватория „Санта Чечилия“, Събев изпълнява множество централни и поддържащи баритонови роли в различни опери: Шарплес в „Мадам Бътърфлай“ и Скарпия от „Тоска“ на Пучини, Ескамилио в „Кармен“ на Бизе, Жермон от „Травиата“ на Верди, Тонио от „Палячи“ на Леонкавало.
По време на следването си участва в оперни гастроли из цяла Италия, Германия, Малта, Холандия, Франция, Южна Африка. Дипломира се през 1932 година и се завръща в България. Още през същата година гостува на Белградския оперен театър, а през 1939 и 1941 година гастролира отново в Германия.
До 1948 година, когато е назначен за художествен ръководител на Варненската народна опера, Събчо Събев участва в над 500 представления на сцената на Софийската опера и влиза в повече от 35 различни сценични образа. Освен с изпълнителското си майсторство, той е известен и с вокално-педагогическата си дейност. Негови ученици са оперни певци като Никола Николов, Георги Белев, Стоян Коларов, Димитър Кожухаров, Светослав Рамаданов, Радка Йосифова, Петър Петров и други.
На 29 май 1950 година Събев умира на варненската оперна сцена по време на спектакъла „Евгений Онегин“ от Чайковски.